# Nils Persson i Grytterud
Nils Persson, Persson i Grytterud, född 16 september 1873 i Mangskogs församling, Värmlands län, död 30 juni 1948 i Mangskog, lantbrukare och politiker (Högerpartiet).
Persson var ledamot av riksdagens andra kammare från 1929, invald i Värmlands läns valkrets.
Han var förbundsordförande för Allmänna Valmansförbundet för Värmland (dagens Moderata Samlingspartiet i Värmland), åren 1931-1945. Under hans ordförandeskap togs beslutet att ändra namn på organisationen från Allmänna Valmansförbundet för Värmland till Värmlands Högerförbund. Han avstod omval 1945 och efterträddes av riksdagsman Albert Larsson.